# Catapoecilma major
Catapoecilma major är en fjärilsart som beskrevs av Druce 1895. Catapoecilma major ingår i släktet Catapoecilma och familjen juvelvingar. Inga underarter finns listade i Catalogue of Life.